# سازمان نگران کودکان کار
سازمان نگران کودکان کار (انگلیسی: Concerned for Working Children) (CWC) یک سازمان غیردولتی و سازمان غیرانتفاعی است و هدف آن بررسی وضعیت کودکان کار با بکارگیری خود کودکان است.

## پیشینه
این سازمان در سال ۱۹۸۵ در شهر بنگلور، در هند تأسیس گردید. اولین کار این سازمان سرجمع کردن و ایجاد اتحادیه از بخش غیررسمی مؤسسات اقتصادی که کودکان زیر ۱۴ سال تقریباً ۴۰٪ نیروی کار آنها را تشکیل می‌دهند، بود. کودکان و اعضای اتحادیه شروع به تنظیم قوانین کار کودکان در سال ۱۹۸۵ کردند.

## فعالیتهای سازمان
این سازمان (CWC) به دلیل بکارگیری خود کودکان در پبدا کردن راه حل مشکلات و مسائلشان یک شهرت بین‌المللی پیدا کرده‌است. این سازمان با شناخت ریشه و علل استفاده از کودکان و از طریق شناسائی حق و حقوق کودکان، برابری جنسی، توسعه انجمنها، تحصیلات و حق دفاع آنها با پدیده تبدیل کودک به مجرم مقابله می‌کند. این سازمان جنبش ملی کودکان کارگر را نیز راه انداخت، و در سطح جهانی در پایه‌گذاری گروه کاری بین‌المللی کودکان کار همکاری کرد، و در کنفرانسهای سازمان بین‌المللی کار (ILO) که موضوع آن کودکان کار است، شرکت می‌کند. این سازمان (CWC) عقیده دارد که اگر فضای سیاسی و اجتماعی فراهم شود کودکان از حاشیه درآمده و در بدست گرفتن سرنوشت خود نقش بازی خواهند کرد. سازمان (CWC) در تحقیقات بین‌المللی در مسائل مربوط به تحرک کودکان، با توافق بر اینکه کودکان در کلیه موضوعات تحقیق دخالت داده شوند، شرکت می‌کند. این سازمان از سوی یک بنگاه خیریه نروژی حمایت مالی می‌شود و به دلیل پیشتازی آن در امور مربوط به مشارکت کودکان در سطح جهانی، نامزد برنده جایزه نوبل سالهای ۲۰۱۲، ۲۰۱۳ و ۲۰۱۴ گردید.